# Le Val-de-Gouhenans
Le Val-de-Gouhenans är en kommun i departementet Haute-Saône i regionen Bourgogne-Franche-Comté i östra Frankrike. Kommunen ligger i kantonen Lure-Sud som tillhör arrondissementet Lure. År 2022 hade Le Val-de-Gouhenans 66 invånare.

## Befolkningsutveckling
Antalet invånare i kommunen Le Val-de-Gouhenans
| Referens: INSEE |